# Konqueror
A Konqueror a KDE egy sokoldalú alkalmazása, mely egyben webböngésző, fájlkezelő és dokumentum nézegető is. Fejlesztői számos helyen hasonlóan valósították meg a program funkcionalitását, mint az Internet Explorerben/Netscape Navigatorban, vagy éppen a Windows Intézőben, ezzel is támogatva használatának könnyű elsajátíthatóságát.

## Felhasználói felület
A Konqueror felhasználói felülete emlékeztet a Microsoft Internet Explorer-ére, viszont jóval testreszabhatóbb.
A navigációs funkciók (előre, vissza, frissítés stb.) mindig rendelkezésünkre állnak, és grafikus felületen beállítható a kívánt billentyűkombináció bármilyen művelethez.
A címsorban rendelkezésünkre áll az automatikus kiegészítés, mely egyaránt működik az előzményeknél a weben, támogatja a helyi könyvtárakat és fájlokat (fájlböngészés), ill. a keresési előzményeket.
A Konqueror rendelkezik a szövegfájlok előnézetének támogatásával, ez az a funkció, amikor a szöveges dokumentumok első pár sora alkotja magát a fájl ikonját. A kép és szöveg előnézeti támogatáson kívül/mellett képes a HTML-dokumentumokat is előnézeti képként megjeleníteni.

## Böngésző
A Konqueror egy fejlett, független böngésző.
Moduláris felépítése lehetővé teszi a jelenlegi és az új internetes technológiák, mint például HTML, Java, JavaScript, XML, Cascading Style Sheets (CSS), KHTML és SSL támogatásának gyors implementálását. Az összes fontosabb internetes szabványt támogatja. A projekt célja a W3, az OASIS és más hasonló szervezetek által kiadott összes nyílt szabvány támogatása, kiegészítve azoknak a de facto szabványként elfogadott funkcióknak a támogatásával, amelyek széles körben elterjedtek az interneten. Ez utóbbiak közé sorolhatók a kedvenc ikonok, az internetes kulcsszavak, az XBEL könyvjelzők is.

## Fájlkezelő
A Konqueror segítségével böngészhetünk a számítógépünkön, akár a címsorba beírt útvonal alapján (pl.:/home/HV/download), akár a megjelenő fastruktúrában, illetve közvetlenül a fájllistában. Rengeteg beállítási forma létezik, így ízlés szerint magunkhoz igazíthatjuk a programot:
- egypaneles böngésző
- kétpaneles böngésző (mint a Midnight Commander)
- lapozós böngésző
- stb.

Fájlokkal dolgozhatunk, másolhatjuk, mozgathatjuk, törölhetjük, futtathatjuk, átnevezhetjük őket stb.

## Dokumentum nézegető
A KParts, a KDE objektum komponens modellje, lehetővé teszi az alkalmazások számára, hogy komponenseket oszthassanak meg és beágyazhassák azokat egy másikba. A leghatékonyabb megvalósítását ezen módszernek a KOffice-ban és a Konqueror-ban tapasztalhatjuk.
A Konquerorban megtekinthetjük a weboldalakat, szöveges dokumentumokat, képeket, az összes KOffice alkalmazás által létrehozott dokumentumot stb.